# Згорње Пирниче
Згорње Пирниче (словен. Zgornje Pirniče) је насељено место у општини Медводе, Средњесловенска регија, Словенија.

## Историја
До територијалне реорганизације у Словенији било је у саставу града Љубљане, односно старе општине Шишка.

## Становништво
У попису становништва из 2011. године, Згорње Пирниче је имало 1.267 становника.
| Број становника према пописима | Број становника према пописима | Број становника према пописима |
| ------------------------------ | ------------------------------ | ------------------------------ |
| 1991                           | 2002                           | 2011                           |
| 1.012                          | 1.163                          | 1.267                          |